# Carlos de la Fuente Flores
Carlos Alberto de la Fuente Flores (Monterrey, Nuevo León; 7 de septiembre de 1974) es un político mexicano, miembro del Partido Acción Nacional (PAN). Fue alcalde de San Nicolás de los Garza del 1 de noviembre de 2009 al 31 de octubre de 2012. Es diputado local de la LXXV Legislatura del Congreso del Estado de Nuevo León.

## Trayectoria
Ingeniero industrial y en sistemas, graduado por la UDEM, con maestría en administración, cuenta con experiencia en la iniciativa privada, previa a la política,  laborando en Sistemas de Control de la empresa compañía japonesa Denso México como especialista de control de producción en la división componentes, posteriormente fue Jefe de desarrollo logístico y comercial de la empresa FEMSA Logística para después ocupar en Office Depot México puestos como el de gerente de transporte y después gerente de proyectos logísticos.
Desde 1996 pertenece al Partido Acción Nacional y ha sido miembro del Comité Directivo Estatal en Nuevo León. 
Dentro de la función pública se ha desempeñado como regidor del Ayuntamiento de San Nicolás de los Garza en la administración 2003-2006, posteriormente fue presidente municipal sustituto en el 2006 en lugar del entonces alcalde Miguel Ángel García Domínguez. Del 2007 a 2009, se desempeñó como secretario de desarrollo humano en la administración de Zeferino Salgado Almaguer y tras ganar las elecciones en el año 2009 fue electo alcalde de San Nicolás por los 3 años que correspondían a su gestión terminada en el año 2012. Es diputado local de la LXXV Legislatura del Congreso del Estado de Nuevo León.